# メリトリアスサービスメダル
メリトリアス・サービス・メダル (Meritorious Service Medal) は、アメリカ合衆国の勲章。

## 概略
戦功章の一つであり、パープルハート章の下位、エア・メダルの上位にあたる。1969年1月16日リンドン・ジョンソン大統領の大統領令11448号によって制定され、1981年7月2日ロナルド・レーガン大統領の大統領令12312号によって友好国の軍人にも授与されるようになった。